# Conopophaga ardesiaca
Papa-mosquitos-ardósia ou chupa-dente-ardósia (Conopophaga ardesiaca) é uma espécie de ave da família Conopophagidae.
Pode ser encontrada nos seguintes países: Bolívia e Peru.
Os seus habitats naturais são: regiões subtropicais ou tropicais húmidas de alta altitude.